# Repubblica Socialista di Serbia
Repubblica Socialista di Serbia (in serbo-croato: Socijalistička Republika Srbija / Социјалистичка Република Србија o SR Srbija / СР Србија, ed in forma più contratta SRS / СРС) è la denominazione che la Serbia ebbe in seno alla Repubblica Socialista Federale di Jugoslavia dal 1963 al 1990. In precedenza, dal 1945 al 1963 la sua denominazione era Repubblica Popolare di Serbia (Narodna Republika Srbija; cirillico: Народна Република Србија) quando la denominazione dello Stato jugoslavo era quella di Repubblica Federativa Popolare di Jugoslavia.
Della Repubblica Socialista di Serbia facevano parte anche le provincie autonome della Voivodina, con capitale Novi Sad, costituita nel 1963, e del Kosovo, con capitale Pristina, costituita nel 1974. Le due provincie autonome vennero incorporate nella Serbia nel 1945, con la denominazione di Provincia Autonoma della Voivodina e di Provincia Autonoma di Kosovo e Metochia, e la zona della Serbia centrale prese il nome di "Uža Srbija", termine che all'inizio degli anni novanta venne sostituito con il nuovo termine di "Centralna Srbija" che viene attualmente utilizzato in tutte le pubblicazioni ufficiali del governo Serbo.
Nel 1990 dopo il referendum costituzionale assunse la denominazione di Repubblica di Serbia (Republika Srbija) che mantenne anche dopo il 1992, quando in seguito alle guerre jugoslave lo Stato jugoslavo si dissolse ed insieme al Montenegro diede vita ad una nuova federazione che prese il nome di Repubblica Federale di Jugoslavia che a sua volta dal 2003 avrebbe preso il nome di Serbia e Montenegro.

## Storia

### Istituzione

#### Repubblica Popolare di Serbia
Nell'aprile 1945, l'Assemblea antifascista per la liberazione nazionale creò ufficialmente lo Stato Federato di Serbia (in serbo Федерална Држава Србија?, Federalna Država Srbija) all'interno della Jugoslavia. Nel gennaio del 1946, dopo l'adozione della prima costituzione federale jugoslava, lo Stato Federato di Serbia fu rinominato in "Repubblica Popolare di Serbia" (in serbo Народна Република Србија?, Narodna Republika Srbija) e furono create due unità autonome, la Provincia Autonoma della Voivodina e la Provincia Autonoma di Kosovo e Metochia.
Tuttavia, la suddiviosne della Jugoslava aveva lasciato gran parte della popolazione serba al di fuori della Repubblica Popolare, in particolare quella situata nelle repubbliche popolari di Croazia e Bosnia ed Erzegovina.

#### Repubblica Socialista di Serbia
Nel 1963 cambiò nome in "Repubblica Socialista di Serbia" (in serbo Социјалистичка Република Србија?, Socijalistička Republika Srbija) mentre le due province divennero la Provincia Socialista Autonoma della Voivodina e la Provincia Socialista Autonoma di Kosovo e Metochia. Con la presenza delle due province, furono riconosciute le minoranze etniche locali albanese nel Kosovo, ungherese nella Voivodina.

### Riforme
Le riforme proposte dal governo centrale per una maggiore autonomia dei consigli operai nella gestione delle fabbriche, furono appoggiate dai leader di partito più giovani che valse loro l'appellativo di "liberali serbi". Questi ebbero un'opposizione iniziale da parte della generazione più anziana, rappresentata dall'ex ministro degli interni Aleksandar Ranković. Quest'ultimo è stato vice premier della Jugoslavia (1949-1963) e capo della polizia segreta UDBA fino al 1966, quando fu coinvolto in uno scandalo assieme ad altre cariche del partito e quindi espulso dalla Lega dei Comunisti di Jugoslavia, con l'accusa di complotto e abuso di potere. L'opposizione della nuova sinistra alle riforme di mercato aumentò con le richieste della Scuola della prassi, formata da intellettuali marxisti e sostenute dagli studenti dell'Università di Belgrado.
Dopo la primavera croata del 1971, quasi l'intera leadership liberale e nazionalista della Lega dei Comunisti di Serbia fu rimossa.
Nel 1974 fu adottata una nuova costituzione che aumentò l'autonomia e il potere delle province il cui status non poteva essere cambiato senza l’approvazione da parte delle due assemblee provinciali. In questo modo, secondo le autorità federali la Serbia sarebbe stata istituzionalmente più debole e si sarebbero evitati conflitti interni. Per la prima volta fu istituita la carica di un presidente serbo, a capo della Presidenza della Repubblica Socialista di Serbia. L'assemblea elesse 15 membri della presidenza e un presidente con mandato quadriennale, successivamente biennale. Fu creata inoltre la Provincia Socialista Autonoma del Kosovo.

### Crisi
Per la maggior parte della sua esistenza nella RSFJ, la Serbia è stata fedele e generalmente subordinata al governo centrale, ma dopo la morte di Josip Broz Tito nel 1980, il nazionalismo albanese e serbo in Kosovo iniziò ad essere più influente. Nel 1981, nella SAP Kosovo scoppiarono proteste che richiedevano lo status di repubblica e la Lega dei Comunisti non riuscì a trovare un accordo comune. Allo stesso tempo, iniziò la crisi economica in Jugoslavia e i leader non riuscirono ad avviare riforme a causa dell'instabilità politica del paese.
I comunisti più tradizionali sostenevano il presidente Ivan Stambolić, che auspicava a una neutralità continua come mezzo per risolvere le dispute etniche, mentre i membri più radicali e filo-nazionalisti supportarono Slobodan Milošević, favorevole alla protezione dei serbo-kosovari messi sotto pressione dai separatisti albanesi. Milošević sfruttò il sentimento popolare e l'opposizione al separatismo kosovaro albanese per riunire un gran numero di sostenitori e cercare di rovesciare la leadership comunista in Voivodina, Kosovo e Montenegro. Successivamente, Milošević fu nominato leader del SKS e fece pressioni al governo jugoslavo affinché gli affidasse i poteri d'emergenza per trattare con i separatisti kosovari albanesi. Inoltre, ridusse l'autonomia delle province di Kosovo e Voivodina e impose come loro rappresentanti dei politici a lui fedeli.
Nel 1988 e nel 1989, con una serie di golpe contro la leadership comunista (nota come rivoluzione antiburocratica) in Voivodina, Kosovo e Montenegro, i governi autonomi furono sostituiti da altri più nazionalisti. Gli attacchi, guidati dal nazionalista serbo Slobodan Milošević, furono condannati dai governi comunisti delle repubbliche occidentali della Jugoslavia (in particolare dalle RS di Slovenia e Croazia), che riuscirono a resistere ai tentativi di espansione della rivolta nei loro territori e si posero contro Milošević.

### Indipendenza
Nel 1989 Milošević fu eletto presidente della Presidenza di Stato della Serbia e chiese l'intervento in Kosovo del governo federale a favore della Serbia, tramite la spedizione dell'Esercito Popolare Jugoslavo per sopprimere il separatismo nella provincia. Allo stesso tempo, furono proposte diverse riforme del sistema elettorale federale e la Serbia appoggiò il sistema "un cittadino, un voto", che avrebbe dato un maggior potere di voto ai Serbi. In quel momento, le tensioni etniche in Jugoslavia aumentarono, la Lega dei Comunisti iniziò a perdere sempre di più la propria influenza sul paese e le istituzioni federali persero il controllo della situazione. Nel 1989 l'Assemblea della Repubblica Socialista di Serbia votò a favore degli emendamenti costituzionali che ridimensionarono l'autonomia per le province di Voivodina e Kosovo.
Al congresso della Lega dei Comunisti di Jugoslavia del 1990, Milošević e i suoi rappresentanti subordinati per la Voivodina, Kosovo e la RS di Montenegro tentarono di silenziare l'opposizione della RS Slovena contraria alle azioni contro la leadership kosovara albanese, bloccando tutte le riforme proposte dagli Sloveni. La tattica si dimostrò un fallimento e la Slovenia, assieme alla Croazia, si separò dall'SKJ.
Nel 1990, mentre le diverse repubbliche federali iniziarono a dichiarasi indipendenti dalla Jugoslavia socialista, la RS Serba fu rinominata in "Repubblica di Serbia" (in serbo Република Србија?, Republika Srbija) e Slobodan Milošević fu eletto come primo presidente della repubblica nel dicembre dello stesso anno.
Nel 1992 la Serbia divenne, assieme al Montenegro, una repubblica costituente della nuova Repubblica Federale di Jugoslavia.

## Amministrazione

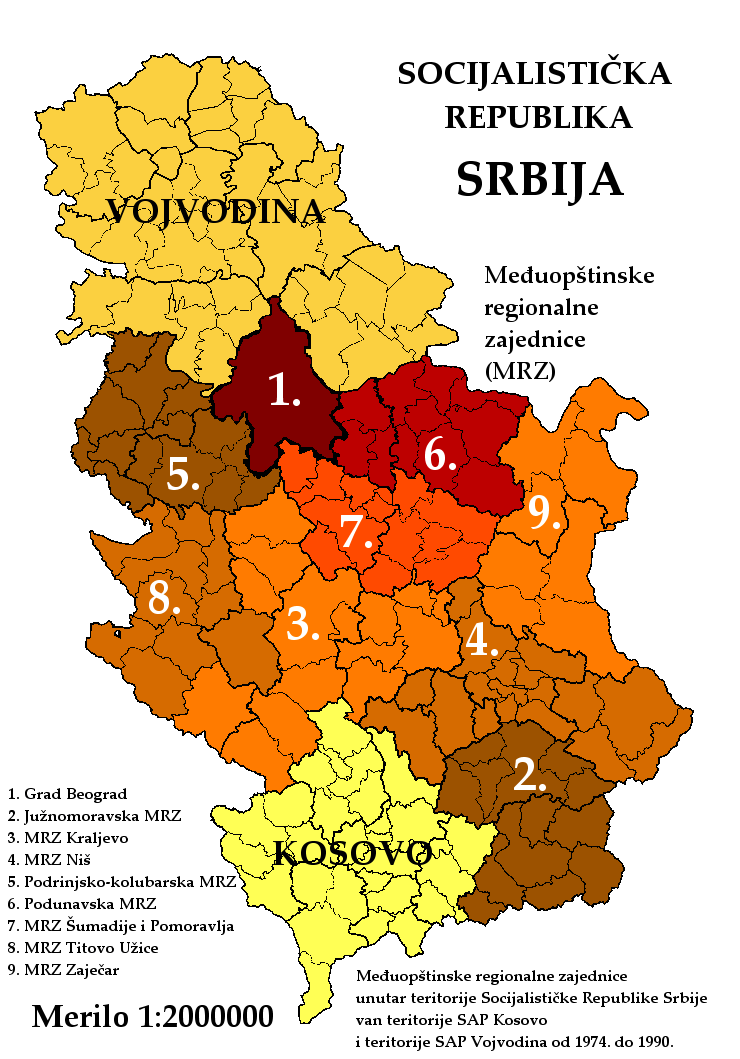
Divisioni amministrative della RS Serba dal 1974 al 1990.

La Repubblica Socialista di Serbia era divisa in nove regioni e in due provincie autonome: la Provincia Socialista Autonoma della Voivodina e la Provincia Socialista del Kosovo. La Serbia centrale, compresa tra le due province autonome, veniva generalmente chiamata come "Serbia propria" ("Uža Srbija").
Belgrado era sia la capitale della RS Serba e sia della Repubblica Socialista Federale di Jugoslavia.
Nel corso degli anni, la RS Serba cambiò più volte la propria organizzazione territoriale. Nel settembre 1945, fu divisa in 16 distretti e aree della città di Belgrado. I distretti municipali erano quelli di Belgrado, Valjevo, Vranje, Kragujevac, Kruševac, Leskovac, Moravia (Jagodina), Novi Pazar, Niš, Pirot, Podrinje (Šabac), Požarevac, Timok (Zaječar), Toplice (Prokuplje), Užice e Čačak.
Nel 1966 le città divennero unità territoriali di base. Nel 1975, l'anno successivo all'adozione della nuova costituzione jugoslava, nacquero le comunità intercomunali-regionali (MRZ), formate dalla libera associazione dei comuni, e ne esistevano otto nel territorio della Serbia centrale, esclusa la città di Belgrado:
- MRZ della Moravia meridionale (Leskovac)
- MRZ di Kraljevo (Kraljevo)
- MRZ di Niš (Niš)
- MRZ di Podrinje-Kolubara (Valjevo)
- MRZ di Podunavlje (Smederevo)
- MRZ di Sumadija e Pomoravlje (Kragujevac)
- MRT Titovo Uzice (Titovo Užice)
- MRZ Zajecar (Zaječar)

## Politica
Nella Repubblica Socialista, l'unico partito politico legale era la Lega dei Comunisti di Serbia (SKS), che faceva parte della Lega dei Comunisti di Jugoslava (SKJ). L'SKS rimase relativamente stabile e fedele all'SKJ fino alla fine degli anni ottanta, quando il partito si divise di fronte alle proteste in Kosovo e ai conflitti tra Albanesi e Serbi.

## Cultura

### Musica

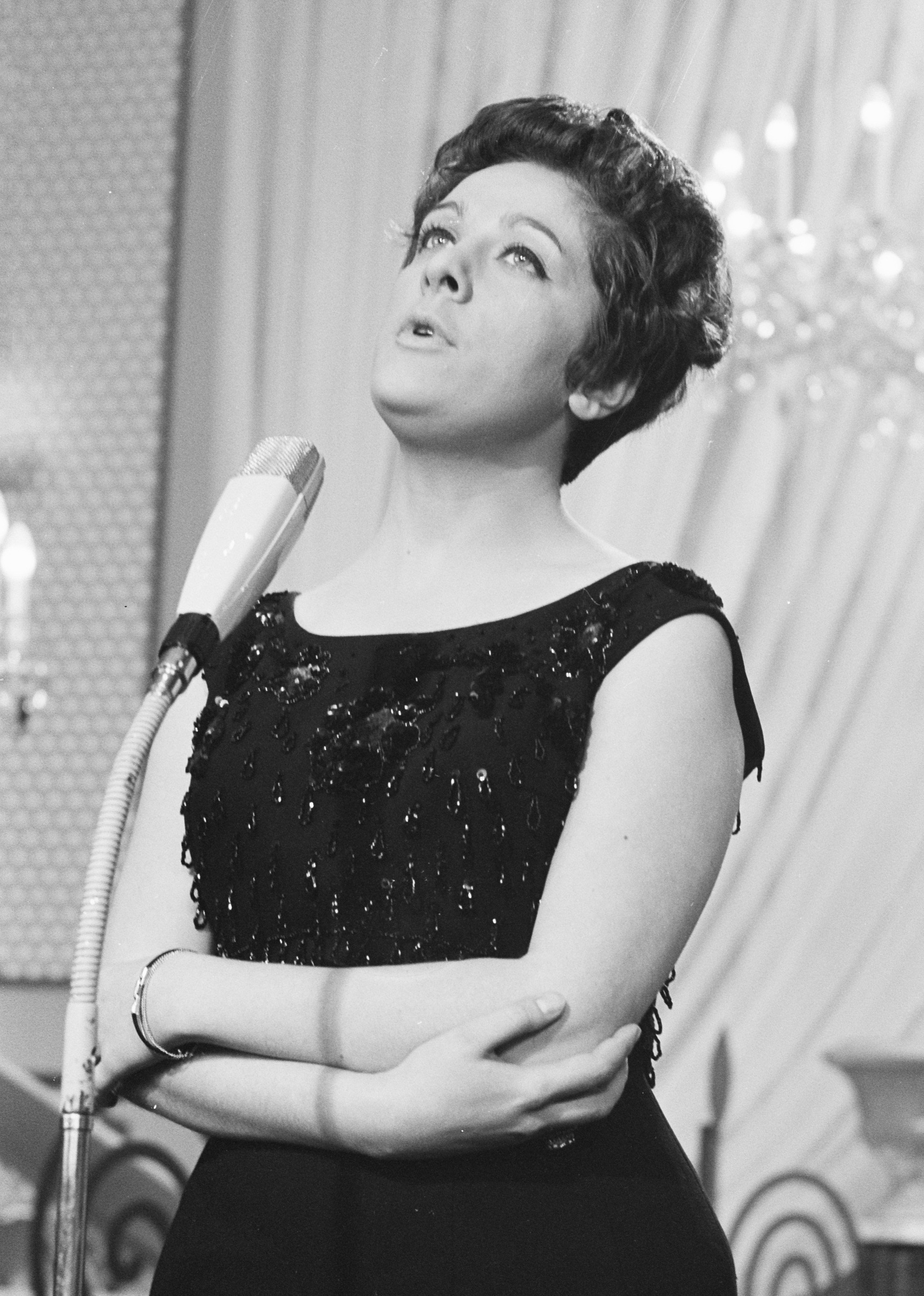
Lola Novaković all'Eurovision Song Contest 1962 in Lussemburgo.

Il governo della Repubblica socialista di Serbia investì molto nella cultura e nello sport. Tra i principali cantanti della musica folk vi erano: Tozovac, Cune Gojković, Silvana Armenulić, Lepa Lukić, Toma Zdravković e Miroslav Ilić. La musica pop fu resa popolare in Serbia da artisti come Djordje Marjanovć, Lola Novaković, Miki Jevremović, Nada Knezević, Dusan Jaksić, Dragan Stojnić, Boba Stefanović, Leo Martin e Bisera Veletanlić. Tra i principali interpreti della musica rock vi erano: Korni i YU grupa, Smak, Riblja čorba, EKV, Bajaga i Instruktori, Kerber, Galija, Đorđe Balašević e Oliver Mandić.

### Religione
Nonostante vigesse l'ateismo di Stato, le attività e gli impegni religiosi non erano vietati dalla legge. Il clero aveva il diritto di impegnarsi politicamente attraverso l'appartenenza all'Alleanza socialista dei lavoratori di Jugoslavia (SSRNJ). Legalmente, le comunità e le associazioni religiose erano tenute a prendersi cura dei beni materiali ecclesiastici e dei loro membri. La comunità religiosa più numerosa era quella ortodossa, ufficialmente registrata come Chiesa ortodossa serba nel registro delle associazioni religiose della Serbia e della Jugoslavia. Oltre all'ortodossia, erano presenti il cattolicesimo, il protestantesimo, l'islam, l'ebraismo e l'ateismo.